# Neoechinorhynchus simansularis
Neoechinorhynchus simansularis är en hakmaskart som beskrevs av Roytman 1961. Neoechinorhynchus simansularis ingår i släktet Neoechinorhynchus och familjen Neoechinorhynchidae. Inga underarter finns listade i Catalogue of Life.